# Biển Wadden
Biển Wadden (tiếng Hà Lan: Waddenzee, tiếng Đức: Wattenmeer, tiếng Hạ Saxon:Wattensee, tiếng Đan Mạch: Vadehavet, tiếng Tây Frisia: Waadsee) là một đới gian triều (vùng đất bị ngập nước biển khi triều lên) ở phần đông nam của biển Bắc. Nó nằm giữa vùng duyên hải của phía tây bắc lục địa châu Âu và chuỗi các đảo trong quần đảo Frisia, tạo thành một vùng nước nông với các bãi lầy và vùng đất ngập nước. Đây là nơi có tính đa dạng sinh học cao và là một khu vực quan trọng cho cả chim sinh sản và di trú. Năm 2009, các phần của biển Wadden thuộc Đức và Hà Lan đã được UNESCO ghi danh vào danh sách di sản thế giới và phần mở rộng thuộc Đan Mạch được thêm vào năm 2014.
Biển Wadden kéo dài từ Den Helder ở phía tây bắc Hà Lan qua các cửa sông lớn của Đức tới ranh giới phía bắc của nó tại Blåvandshuk của Đan Mạch với chiều dài đường bờ biển khoảng 500 km (310 mi) và tổng diện tích khoảng 10.000 km2 (3.900 dặm vuông Anh). Tại Hà Lan, nó ngăn cách với IJsselmeer bởi dải đất đắp cao Afsluitdijk. Trong lịch sử, các khu vực ven biển thường phải hứng chịu những trận lũ lụt lớn khiến hàng ngàn người chết, bao gồm trận lụt Saint Marcellus năm 1219, trận lụt Burchardi năm 1634 và trận lụt Giáng Sinh năm 1717. Chúng đã khiến đường bờ biển thay đổi đáng kể. Nhiều đê điều và các con đường đắp cao đã được xây dựng, và kết quả là lũ lụt gần đây đã ít hoặc không gây ra thương vong đáng kể nào cả. Điều này khiến nó trở thành một trong những môi trường sống được con người thay đổi nhất trên hành tinh.

## Tự nhiên

### Môi trường

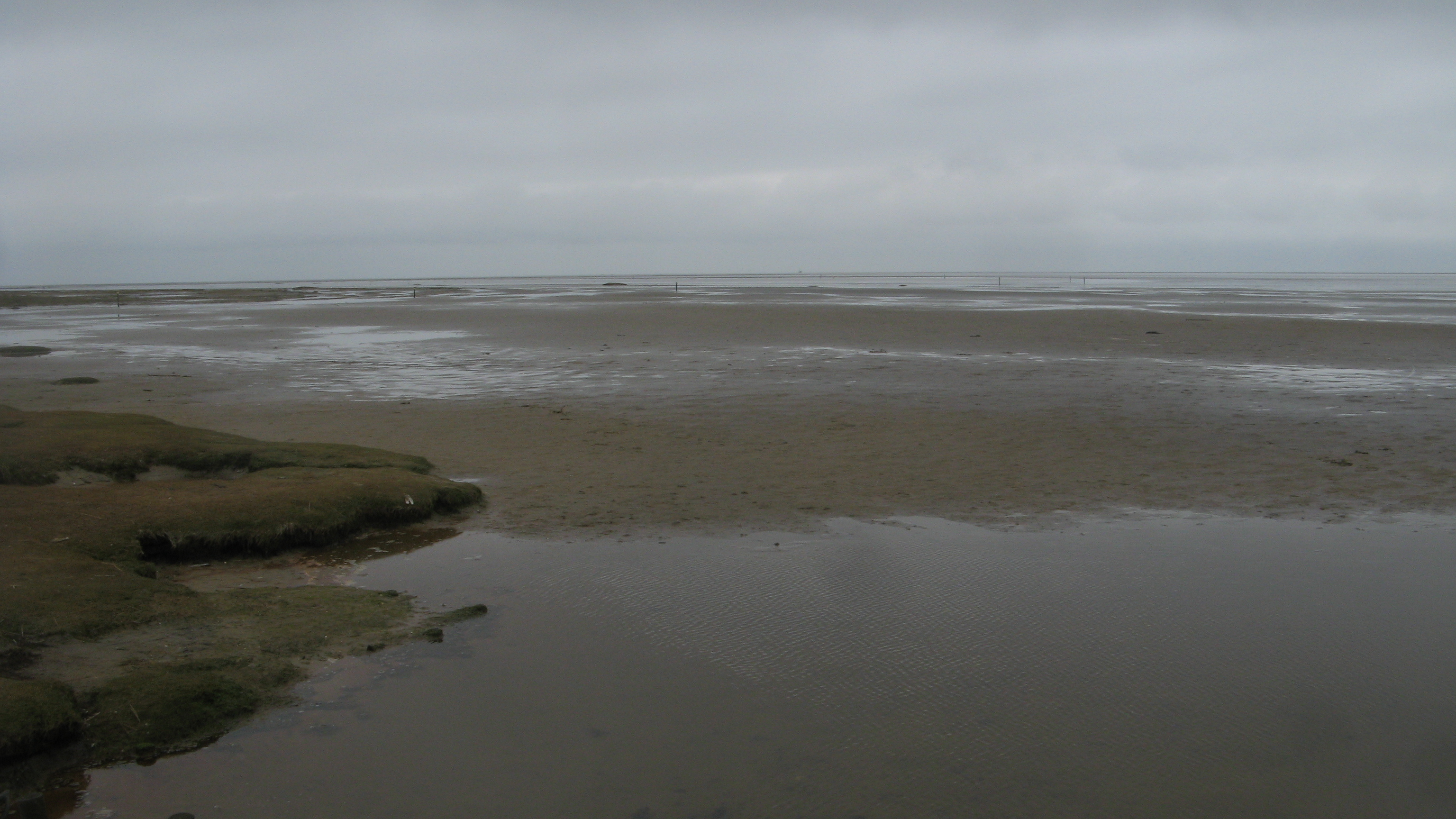
Các bãi lội nước mặn và bãi lầy thoải tại Westerhever, Đức.

Từ wad trong tiếng Hà Lan có nghĩa là "vùng đất lầy thoai thoải" (tiếng Hạ Saxon và tiếng Đức: Watt, tiếng Đan Mạch: Vade). Khu vực này có đặc trưng là các bãi đất lầy và thoải trải rộng, các rãnh thủy triều sâu hơn (các con lạch) và các đảo nằm trong phạm vi của nó, một khu vực thường xuyên có sự tranh chấp giữa đất liền và biển cả. Cảnh quan được hình thành phần lớn bởi các trận sóng cồn lớn trong thế kỷ 10-14, tràn qua và mang đi các vùng đất than bùn trước kia phía sau các cồn cát duyên hải. Các đảo hiện tại là phần còn lại của các cồn cát duyên hải trước kia.
Các đảo có đặc trưng là các cồn cát và các bãi biển nhiều cát, rộng, hướng về phía biển Bắc và vùng duyên hải thấp, chịu ảnh hưởng của thủy triều hướng về phía biển Wadden. Ảnh hưởng của sóng biển và các dòng hải lưu, mang theo chúng các trầm tích, làm thay đổi chậm chạp diện mạo của các đảo. Chẳng hạn, các đảo Vlieland và Ameland đã di chuyển về phía đông trong nhiều thế kỷ, do bị mất đất ở một bên và được bồi lấp ở bên kia.
Biển Wadden nổi tiếng vì có sự phong phú đa dạng trong quần thể động vật và thực vật. Hiện nay, một phần lớn của biển Wadden được bảo hộ với sự hợp tác của cả ba quốc gia; cụ thể xem thêm Các vườn quốc gia biển Wadden để có chi tiết về các khu vực bảo hộ trong phạm vi lãnh thổ Đức.

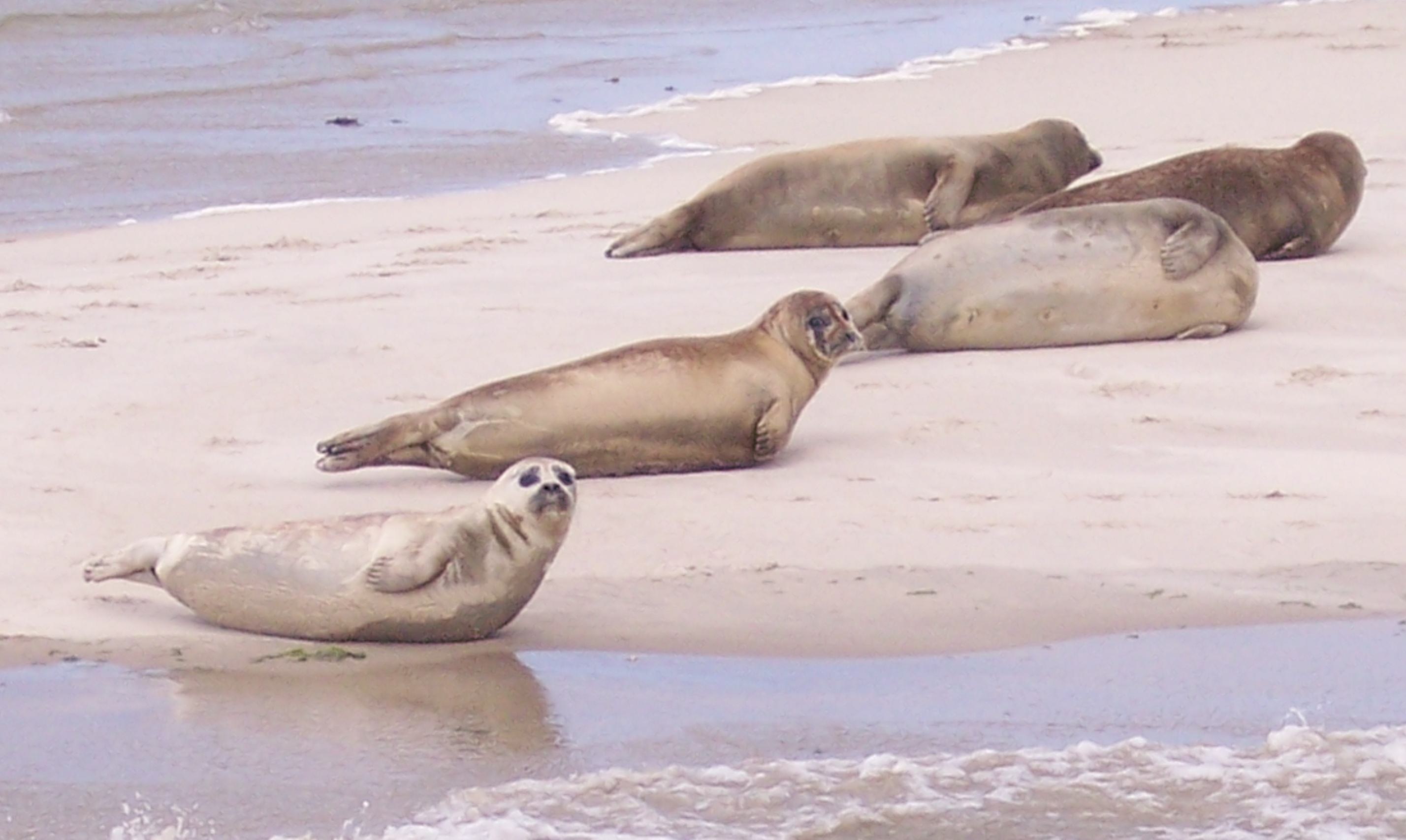
Hải cẩu bến cảng tại Terschelling, Hà Lan

Chính quyền Hà Lan, Đan Mạch và Đức đã hợp tác cùng nhau kể từ năm 1978 về vấn đề bảo vệ và bảo tồn biển Wadden. Sự hợp tác diễn ra trong quản lý, giám sát và nghiên cứu, cũng như các vấn đề chính trị. Ngoài ra, năm 1982, tuyên bố chung về bảo hộ biển Wadden đã được thỏa thuận để phối hợp các hoạt động và các biện pháp bảo vệ biển Wadden. Năm 1997, kế hoạch biển Wadden ba bên đã được phê chuẩn.
Biển Wadden được coi là vùng đất lầy Ramsar có tầm quan trọng quốc tế từ ngày 14 tháng 5 năm 1987. Tháng 6 năm 2009, UNESCO bổ sung nó vào danh sách di sản thế giới. Di sản này hiện nay bao gồm các khu bảo tồn thuộc 3 quốc gia Đức, Hà Lan và Đan Mạch gồm: Vườn quốc gia biển Wadden Hạ Saxon và Vườn quốc gia biển Wadden Schleswig-Holstein (Đức); Vườn quốc gia biển Wadden (Đan Mạch) và Khu bảo tồn Biển Wadden (Hà Lan).

## Giải trí

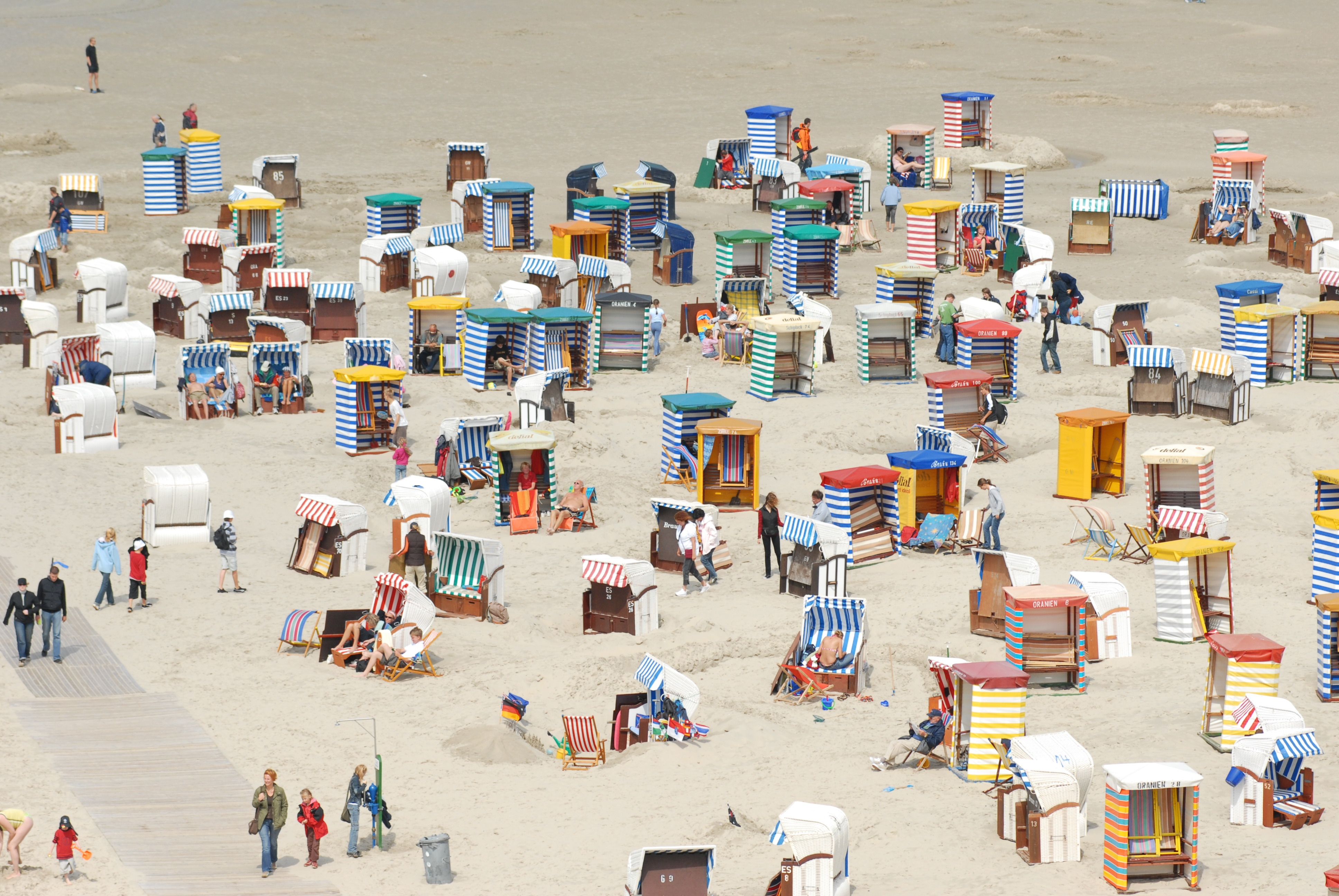
Người trên bãi biển tại Borkum, Đức

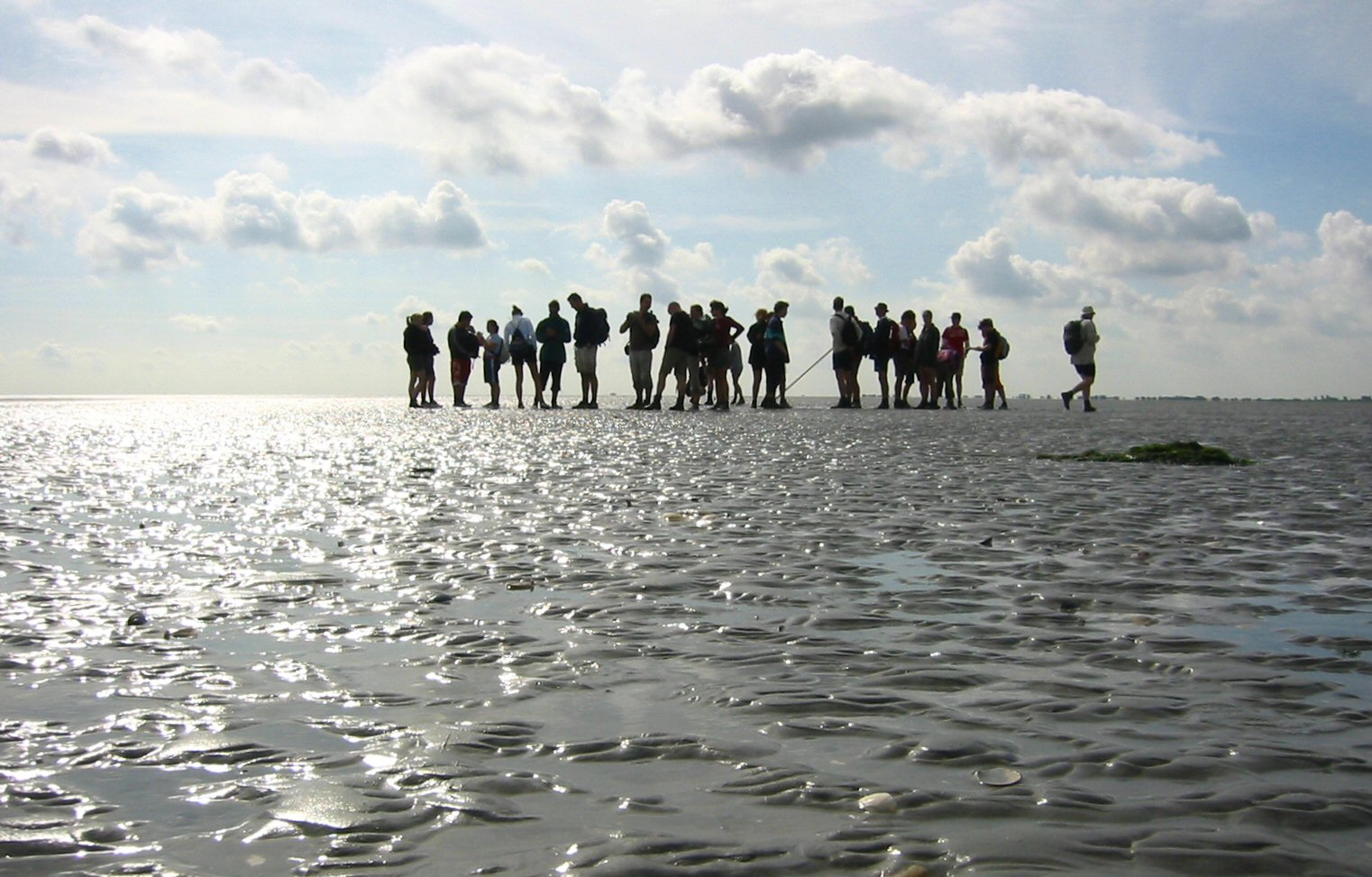
Đi bộ trên bãi lầy gần Pieterburen, Hà Lan

Nhiều đảo trong vùng này là các khu vực có các nhà nghỉ ven biển nổi tiếng từ thế kỷ 19.
Đi bộ trên bãi lầy (tiếng Hà Lan: Wadlopen), thực tế là đi bộ trên các bãi cát thoai thoải khi triều xuống, đã trở thành phổ biến tại khu vực biển Wadden.
Đây cũng là nơi thích hợp cho việc đi thuyền tiêu khiển.